# Monterenzio
Monterenzio est une commune italienne de la ville métropolitaine de Bologne, dans la région Émilie-Romagne.

## Administration
| Période                                  | Période  | Identité         | Étiquette    | Qualité |
| ---------------------------------------- | -------- | ---------------- | ------------ | ------- |
| juin 2009                                | En cours | Giuseppe Venturi | Lista civica |         |
| Les données manquantes sont à compléter. |          |                  |              |         |

### Hameaux
Le hameau de Pizzano était la patrie de Tommaso da Pizzano, père de Christine de Pisan.

### Communes limitrophes
Casalfiumanese, Castel del Rio, Castel San Pietro Terme, Firenzuola, Loiano, Monghidoro, Ozzano dell'Emilia, Pianoro